# Victor Adam
Jean Victor Adam (París, 1801-Viroflay, 1867) pintor y litógrafo francés

## Biografía
Nacido en París en 1801, era hijo del grabador Jean Adam. Entre 1814 y 1818 estudió en la Escuela de Bellas Artes, y también en los talleres de Meynier y Regnault. En 1819 expuso Herminia socorriendo a Tancredo. Casi inmediatamente después fue contratado para pintar varios temas para el Museo de Versalles, entre los que se encontraron La entrada de los franceses en Maguncia, La batalla de Varroux, La toma de Menin, La batalla de Castiglione, El paso del Cluse, La batalla de Montebello y La capitulación de Meiningen, los tres últimos en asociación con Alaux. También expuso, hasta el año 1838, piezas como Enrique IV después de la batalla de Coutras, Rasgo de bondad en el duque de Berri, Le postillion, La vivandière, El camino de Poissy, El regreso de la caza, La feria de caballos de Caen y otros muchos temas. Luego se retiró de la vida pública hasta 1846, cuando apareció como expositor de algunas obras de carácter litográfico, rama del arte a la que se terminó circunscribiendo. En esta línea produjo el álbum litográfico Fêtes des environs de Paris, además de estudios de animales para una edición de Buffon. Obtuvo una medalla de oro en 1824, una medalla de segunda clase en 1836, además de otras en Lille, Douai y otras ciudades. Murió en Viroflay en 1867.